# Fauser Antal (plébános)
Fauser Antal (1787 körül – Buda, 1843. június 30.) Esztergom-főegyházmegyei áldozópap.

## Élete
1809-ben szentelték pappá. A budai Felsővízivárosi Szent Anna-plébánia, majd az újlaki Sarlós Boldogasszony (Visitatio B.M.V.)-templom káplánja volt, utóbbinak 1820-tól plébánosa. 1839-től 1843-ban bekövetkezett haláláig buda-krisztinavárosi templom plébánosa volt.

## Munkája
- Rede bei Gelegenheit der Feierlichkeit, mit welcher der wohlerw. R. P. Ant. Schmidt a Buda… nach Verlauf von 50 Jahren am 26. April im J. 1829. sein erstes heil. Messopfer feyerlich erneuerte. Ofen, 1829.